# Sorobasso
Sorobasso is een gemeente (commune) in de regio Sikasso in Mali. De gemeente telt 5700 inwoners (2009).
De gemeente bestaat uit de volgende plaatsen:
- Frougosso
- Kazianso
- Nizanso
- Sorobasso
- Zingolosso